# Thomas Collins (Kardinal)

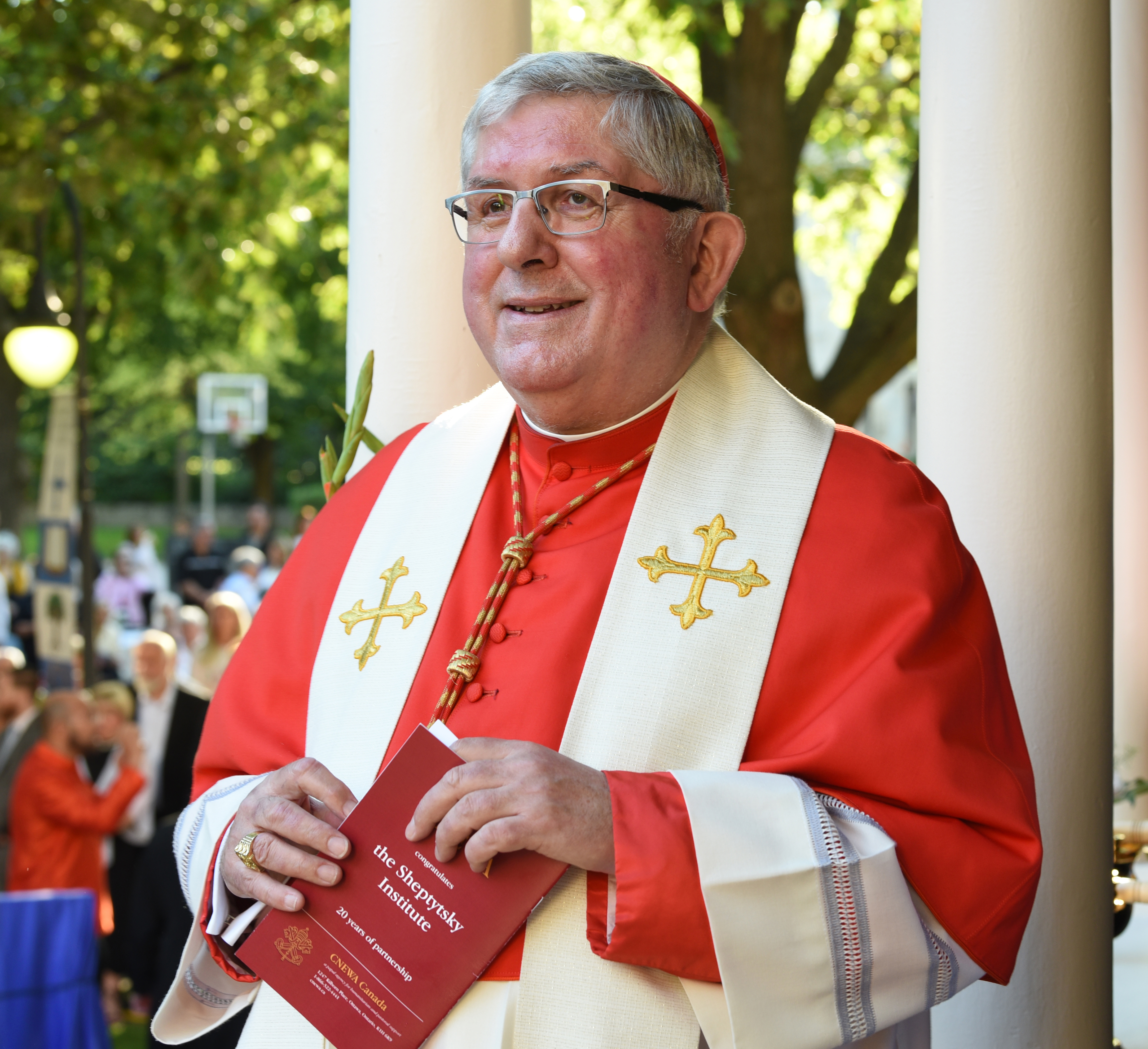
Thomas Kardinal Collins (2017)

Kardinalswappen

Thomas Christopher Kardinal Collins (* 16. Januar 1947 in Guelph, Kanada) ist ein kanadischer Geistlicher und emeritierter römisch-katholischer Erzbischof von Toronto.

## Leben
Thomas Collins empfing am 5. Mai 1973 durch Weihbischof Paul Francis Reding das Sakrament der Priesterweihe für das Bistum Hamilton. Anschließend studierte er Katholische Theologie an der Päpstlichen Universität Gregoriana in Rom und promovierte 1986 zum Doktor der Theologie. 1978 wurde Collins Dozent am Priesterseminar von London, Ontario. 1981 wurde er Spiritual, 1992 Subregens und 1995 Regens dieses Seminars.
Am 25. März 1997 ernannte ihn Papst Johannes Paul II. zum Koadjutorbischof von Saint Paul in Alberta. Die Bischofsweihe spendete ihm der Bischof von Hamilton, Anthony Frederick Tonnos, am 14. Mai desselben Jahres. Mitkonsekratoren waren der Bischof von Saint Paul in Alberta, Raymond Roy, und der Bischof von London, John Michael Sherlock. Als Motto wählte er Deum Adora (Offb 22,9 ).
Am 30. Juni 1997 wurde Thomas Collins schließlich als Bischof von Saint Paul in Alberta. Papst Johannes Paul II. ernannte Collins am 18. Februar 1999 zum Koadjutorerzbischof von Edmonton. Thomas Collins wurde mit dem Rücktritt Joseph Neil MacNeils am 7. Juni desselben Jahres dessen Nachfolger als Erzbischof von Edmonton. Er trat sein Amt am 13. September 1999 an. Am 16. März 2001 ernannte ihn Papst Johannes Paul II. zusätzlich zum Apostolischen Administrator des Bistums Saint Paul in Alberta. Von diesem Amt trat Collins am 8. September desselben Jahres zurück. 2002 war Collins an der Vorbereitung des Weltjugendtags in Toronto beteiligt.
Am 16. Dezember 2006 ernannte ihn Papst Benedikt XVI. zum Erzbischof von Toronto. Dieses Amt trat Collins am 30. Januar 2007 an. 2008 wurde Collins Vorsitzender der regionalen Bischofskonferenz in Ontario.
Im feierlichen Konsistorium vom 18. Februar 2012 nahm ihn Benedikt XVI. als Kardinalpriester mit der Titelkirche San Patrizio in das Kardinalskollegium auf. Im Folgejahr nahm Kardinal Collins nach dem Rücktritt Benedikts XVI. am Konklave 2013 teil, ebenso nahm er am Konklave 2025 teil.
Am 11. Februar 2023 nahm Papst Franziskus seinen altersbedingten Rücktritt an.

## Mitgliedschaften
Kardinal Collins ist Mitglied folgender Dikasterien der Römischen Kurie:
- Kongregation für die orientalischen Kirchen (seit 2015)[4]
- Kongregation für das Katholische Bildungswesen (seit 2012[5], bestätigt 2013[6])
- Päpstlicher Rat für die sozialen Kommunikationsmittel (2010–2016[7], bestätigt 2012[5])

Er ist auch Großprior der Ordensprovinz Toronto des Ritterorden vom Heiligen Grab zu Jerusalem.